# The 1st Asia Tour: Super Show
The 1st Asia Tour: Super Show foi a primeira grande turnê asiática da boyband sul-coreana Super Junior. A turnê teve início cinco meses após o lançamento do segundo álbum de estúdio do grupo, Don't Don.  O concerto abrangeu a maioria das canções dos dois primeiros álbuns de estúdio do grupo, incluindo o single, "U", e também canções dos subgrupos Super Junior-K.R.Y., Super Junior-T e Super Junior-M. A turnê começou com três concertos na Coreia do Sul, e expandiu suas rotas para a Tailândia e a China.

## História
The 1st Asia Tour: Super Show é a primeira turnê asiática do grupo, desde sua estreia, em novembro de 2005. A turnê foi anunciada em janeiro de 2008, quatro meses após o lançamento de seu segundo álbum de estúdio, Don't Don. 13.000 ingressos para o concerto em Seul foram colocados à venda, on-line, em 22 de janeiro de 2008, e, assim que a venda começou, mais de 120.000 fãs acessaram simultaneamente o site, derrubando o servidor. Assim que o servidor voltou, todos os 13 mil ingressos foram vendidos em 18 minutos. Uma segunda venda de ingressos ocorreu em 28 de janeiro, para os lugares restantes, e foi tão bem sucedida quanto a anterior. Devido ao sucesso das vendas, os organizadores decidiram adicionar um show extra em 22 de fevereiro, e os ingressos correspondentes foram todos vendidos em cinco minutos.
A turnê chegou a Bangkok, Tailândia, em 12 de julho de 2008 e a Xangai, em 22 de novembro de 2008. Uma parcela dos ingressos para o show de Xangai foi vendida por mais de ¥7.000. Dois concertos extras foram realizada em Seul, no primeiro fim de semana de janeiro de 2009, e, duas semanas depois, o concerto foi realizado em Nanjing, na China. Super Junior se tornou o primeiro artista coreano a realizar um concerto a solo em Nanjing, tendo seus ingressos vendidos por ¥6.000.
A turnê também era esperada em Hong Kong, Taipei, Taiwan e Tóquio, mas, devido a conflitos na agenda, a turnê foi incapaz de chegar a essas cidades. A última parada da The 1st Asia Tour: Super Show foi em Chengdu, em março de 2009.
Um álbum ao vivo, Super Show Tour Concert Album, foi lançado em 19 de maio de 2008, na Coreia do Sul, e o DVD da turnê foi lançado em 1 de outubro de 2008, vendendo mais de 15.000 cópias no mercado interno.

## Atos de abertura e participações especiais
Zhang Liyin foi o ato de abertura para o último concerto em Chengdu, em 7 de março de 2009, cantando "I Will" e "The Left Shore of Happiness" X-Mas, do TRAX também foi convidado do último concerto da turnê, tocando guitarra para uma performance solo de Heechul, "Crazy". O membro do Super Junior-M, Henry, realizou a ponte de violino de "Don't Don" em cada show, e juntamente com Zhou Mi, performou com o resto do Super Junior-M na turnê pela China.

## Setlist
<VÍDEO DE ABERTURA>
1. Twins (Knock Out)

<VÍDEO DE INTERVALO>
1. Rock This House

<VÍDEO DE INTERVALO>
1. Don't Don

<VÍDEO DE INTERVALO>
1. A Man In Love

<VÍDEO DE INTERVALO>
1. Mirror
2. Ment
3. She's Gone
4. You're My Endless Love

<VÍDEO DE INTERVALO>
1. Dancing Out (Remix ver.)

<VÍDEO DE INTERVALO>
1. The Night Chicago Died – Super Junior-K.R.Y.

<VÍDEO DE INTERVALO>
1. My Everything – Donghae
2. The First Impression – Ryeowook, Kyuhyun
3. A Doll – Leeteuk, Yesung
4. Stop Walking By – Super Junior-K.R.Y.
5. Luxemburg – Heechul, Kangin, Sungmin, Siwon

<VÍDEO DE INTERVALO>
1. Rokkugo!!! – Super Junior-T
2. First Express – Super Junior-T
3. Don't Go Away – Super Junior-T

<VÍDEO DE INTERVALO>
1. H.I.T. – Yesung, Kangin, Sungmin, Donghae, Ryeowook, Kyuhyun
2. One Love – Yesung, Eunhyuk, Ryeowook, Kyuhyun
3. Hate U, Love U
4. Ment 2
5. Marry U

<VÍDEO DE INTERVALO>
1. Y.M.C.A.
2. Wonder Boy

<VÍDEO DE INTERVALO>
1. Performance de dança (SexyBack) – Han Geng Shindong, Eunhyuk, Donghae
2. First Snow
3. Ment 3
4. The Girl Is Mine
5. U

<ENCORE>
1. Full of Happiness
2. Way For Love (Remix ver.)
3. Ment 3
4. Believe
5. Miracle

<VÍDEO DE ABERTURA>
1. Twins (Knock Out)

<VÍDEO DE INTERVALO>
1. Rock This House

<VÍDEO DE INTERVALO>
1. Don't Don

<VÍDEO DE INTERVALO>
1. A Man In Love

<VÍDEO DE INTERVALO>
1. Mirror
2. Ment
3. She's Gone
4. You're My Endless Love

<VÍDEO DE INTERVALO>
1. Dancing Out (Remix ver.)

<VÍDEO DE INTERVALO>
1. The Night Chicago Died – Super Junior-K.R.Y.

<VÍDEO DE INTERVALO>
1. My Everything – Donghae
2. The First Impression – Ryeowook, Kyuhyun
3. A Doll – Leeteuk, Yesung
4. Stop Walking By – Super Junior-K.R.Y.
5. Crazy – Heechul, Sungmin, Siwon, X-mas

<VÍDEO DE INTERVALO>
1. Rokkugo!!! – Super Junior-T
2. First Express – Super Junior-T
3. Don't Go Away – Super Junior-T

<VÍDEO DE INTERVALO>
1. H.I.T. – Yesung, Kangin, Sungmin, Donghae, Ryeowook, Kyuhyun
2. One Love – Yesung, Eunhyuk, Ryeowook, Kyuhyun
3. Hate U, Love U
4. Ment 2
5. Marry U

<VÍDEO DE INTERVALO>
1. Y.M.C.A.
2. Wonder Boy

<VÍDEO DE INTERVALO>
1. Performance de dança (SexyBack) – Han Geng Shindong, Eunhyuk, Donghae
2. First Snow
3. Ment 3
4. U

<ENCORE>
1. Full of Happiness
2. Way For Love (Remix ver.)
3. Ment 3
4. Believe
5. Miracle

<ENCORE 2>
1. Pajama Party

## Datas da turnê
| Data                          | Cidade  | País          | Local                                   |
| ----------------------------- | ------- | ------------- | --------------------------------------- |
| 22 de fevereiro de 2008       | Seul    | Coreia do Sul | Olympic Fencing Gymnasium               |
| 23 de fevereiro de 2008       | Seul    | Coreia do Sul | Olympic Fencing Gymnasium               |
| 24 de fevereiro de 2008       | Seul    | Coreia do Sul | Olympic Fencing Gymnasium               |
| 12 de julho de 2008           | Bangkok | Tailândia     | Impact Arena                            |
| 22 de novembro de 2008        | Xangai  | China         | Shanghai Grand Stage                    |
| 3 de janeiro de 2009 (encore) | Seul    | Coreia do Sul | Olympic Fencing Gymnasium               |
| 4 de janeiro de 2009 (encore) | Seul    | Coreia do Sul | Olympic Fencing Gymnasium               |
| 17 de janeiro de 2009         | Nanjing | China         | Nanjing Olympic Sports Center Gymnasium |
| 18 de janeiro de 2009         | Nanjing | China         | Nanjing Olympic Sports Center Gymnasium |
| 7 de março de 2009            | Chengdu | China         | Chengdu Longquan Yangguang City Stadium |

## Pessoal
- Vocais/dança: Super Junior
- Organização: SM Entertainment
  - Organização internacional: True Music (Tailândia)
- Promotor: Dream Maker Entercom